# Диборид тримолибдена
Диборид тримолибдена — неорганическое соединение металла молибдена и бора с формулой Mo3B2,
серые кристаллы,
не растворимые в воде.

## Получение
- Нагревание в атмосфере водорода молибдена и бора:

{\displaystyle {\mathsf {3Mo+2B\ {\xrightarrow {1500-1600^{o}C}}\ Mo_{3}B_{2}}}}
- Нагревание в атмосфере водорода молибдена и смеси оксида и карбида бора:

{\displaystyle {\mathsf {21Mo+B_{2}O_{3}+3B_{4}C\ {\xrightarrow {2000^{o}C}}\ 7Mo_{3}B_{2}+3CO}}}

## Физические свойства
Диборид тримолибдена образует серые кристаллы,
не растворяется в воде.